# Zofia Gomułkowa

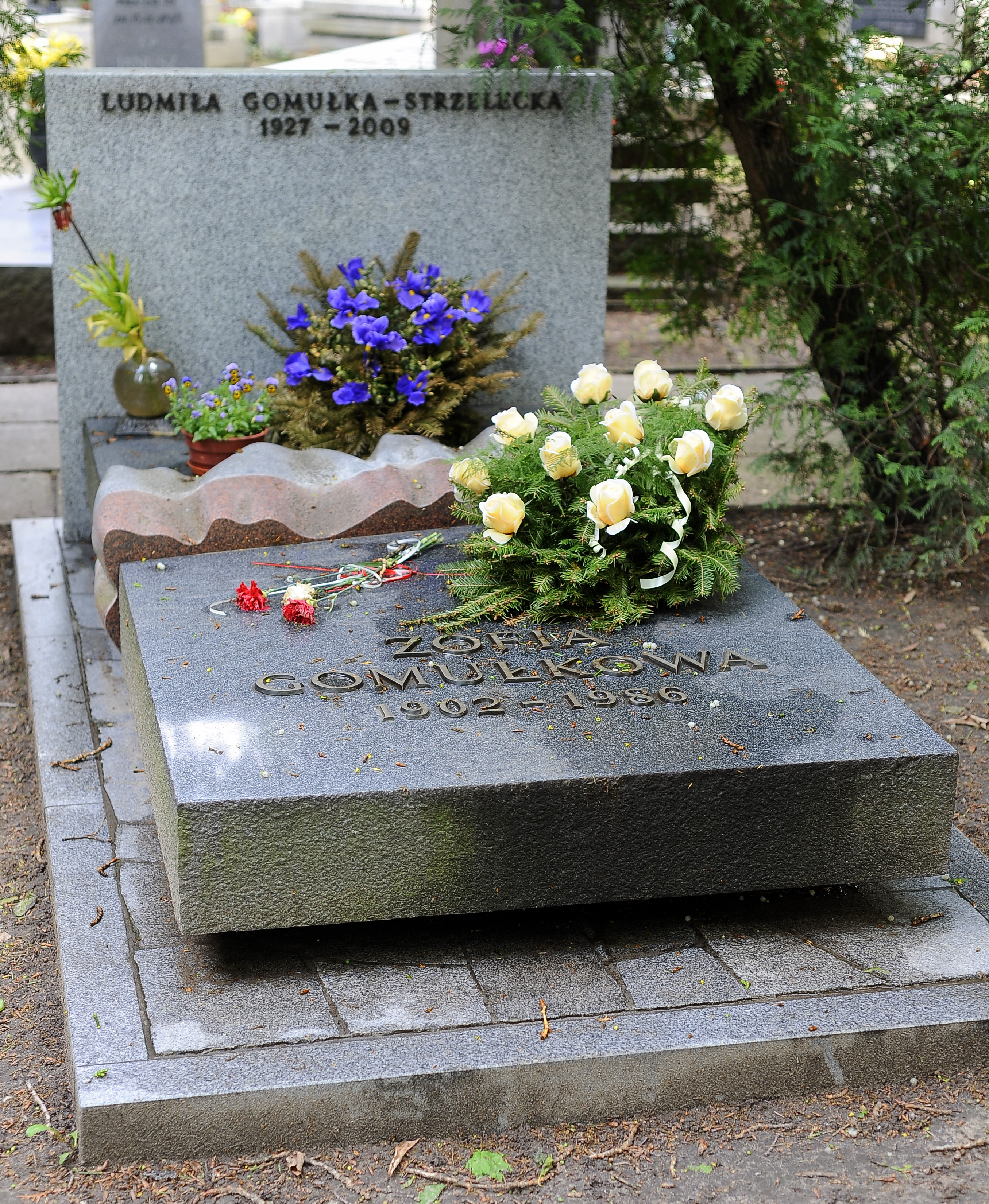
Grób Zofii Gomułkowej na cmentarzu Wojskowym na Powązkach w Warszawie

Zofia Gomułkowa, właśc. Liwa Szoken, później Zofia Szoken ps. „Jasia” (ur. 12 maja 1902 w Warszawie, zm. 27 listopada 1986 tamże) – polska działaczka komunistyczna, żona Władysława Gomułki.

## Życiorys
Urodziła się w ubogiej rodzinie żydowskiej jako córka Binema i Ryfki z domu Lipsztat. Mieszkała z rodziną przy ul. Miedzianej 14 w Warszawie. Ojciec Zofii był handlarzem, w 1916 założył spółkę „B. Szoken i S-ka”. Ze względów finansowych przerwała naukę w gimnazjum i pracowała jako robotnica w fabryce zapałek „Płomyk” na warszawskiej Pelcowiźnie, gdzie prowadziła agitację komunistyczną. Od 1919 członek KPRP; w fabryce była sekretarzem komórki partyjnej. Należała do Związku Zawodowego Robotników Przemysłu Chemicznego. W latach 20. była więziona przez dwa lata za działalność antypaństwową.
Od 1927 była w związku z Władysławem Gomułką, którego przed wojną nie sformalizowali. W tym samym roku zamieszkali w Zawierciu przy ul. Ogrodowej 49. W 1929 Zofia urodziła martwe dziecko (według Marii Ewy Ożóg była to córka). Parafia rzymskokatolicka w Zawierciu nie zgodziła się na pochowanie nieochrzczonego dziecka na cmentarzu, podobnie gmina żydowska nie chciała pochować dziecka ateistów na miejscowym kirkucie, wobec czego Władysław Gomułka przekupił dozorcę cmentarza żydowskiego i tam pochował dziecko. W 1930 urodził się ich syn Ryszard. W październiku 1935 została ponownie aresztowana i skazana za działalność komunistyczną na 3 lata więzienia. Wyrok odbywała w więzieniach w Sieradzu, Warszawie i Fordonie. Na mocy amnestii została zwolniona z odbywania reszty kary we wrześniu 1937. Po wybuchu II wojny światowej przebywała we Lwowie, gdzie pracowała w fabryce likierów. W listopadzie 1941 wraz z siostrą Władysława Gomułki wyjechała do Krosna. W kwietniu 1942, po uzyskaniu fałszywej kenkarty przeniosła się do Warszawy (zamieszkała u Mariana i Jadwigi Jabłońskich), gdzie podjęła pracę zarobkową oraz działalność konspiracyjną w Polskiej Partii Robotniczej jako łączniczka. W połowie lipca 1944 wraz z mężem przeniosła się z Warszawy do Świdrów k. Otwocka.
W sierpniu 1944 wraz z synem wyjechała do wyzwolonego spod okupacji niemieckiej Lublina i została zatrudniona jako instruktor w Wydziale Personalnym KC PPR, gdzie podejmowała istotne decyzje kadrowe (przydzielała stanowiska partyjne i państwowe, nadawała także działaczom żydowskim polskobrzmiące nazwiska). W lutym 1945 przeniosła się do męża do Warszawy, gdzie zamieszkali przy ul. Szerokiej 4. Została wybrana delegatką powiatu grudziądzkiego na grudniowy I Zjazd PPR. W drugiej połowie lat 40. pracowała jako sekretarka męża w Ministerstwie Ziem Odzyskanych. Mieszkali wówczas przy al. Wojska Polskiego 14.
W 1948 Władysław Gomułka i jego środowisko zaczęli być usuwani ze stanowisk. Od jesieni 1949 Gomułkowie byli inwigilowani. 21 kwietnia 1951, w obawie przed aresztowaniem, zawarli w Urzędzie Stanu Cywilnego w Warszawie związek małżeński. Świadek na ślubie był podstawionym agentem MBP. 2 sierpnia 1951 podczas pobytu na urlopie w Krynicy Zofia Gomułkowa została wraz mężem aresztowana przez funkcjonariuszy X Departamentu MBP na czele z płk. Józefem Światło, a ich mieszkanie zlikwidowano. Przetrzymywano ją w tajnym więzieniu MBP „Spacer” w Miedzeszynie. W tym samym kompleksie był przetrzymywany jej mąż, mimo to przez 3 lata nie miała z nim kontaktu. Podczas osadzenia wpisywała końcem wypalonej zapałki swoje imię, nazwisko i datę aresztowania w książkach dostarczanych jej z biblioteki, za co została „zdyscyplinowana” przez płk. Światłę. 30 lipca 1954 wyszła na wolność i zamieszkała u syna przy ul. Poznańskiej 14. W grudniu tego roku więzienie opuścił też Władysław. W 1955 zamieszkali na Saskiej Kępie przy ul. Saskiej 109.
Po październiku 1956 i powrocie męża do władzy nie angażowała się już w życie polityczne i partyjne, nie pełniła też funkcji reprezentacyjnych.
Zmarła w Warszawie. Została pochowana z honorami 3 grudnia 1986 na cmentarzu komunalnym (wojskowym) na Powązkach (kwatera A29-półkole II-5). Na pogrzebie pożegnalną mowę nad jej grobem wygłosił Ignacy Loga-Sowiński. Kierownictwo PZPR reprezentowali: członkini Biura Politycznego KC PZPR Zofia Stępień, sekretarz KC Henryk Bednarski oraz przewodniczący Zespołu KC ds. zasłużonych działaczy ruchu robotniczego gen. bryg. Władysław Honkisz.

## Odznaczenia
Została odznaczona za działalność społeczną i polityczną między innymi:
- Orderem Sztandaru Pracy I klasy
- Krzyżem Kawalerskim Orderu Odrodzenia Polski
- Medalem im. L. Waryńskiego[26]